# 支持電解質
支持電解質（しじでんかいしつ）は、液体に添加して導電性を上げるための電解質である。例えば、水を電気分解して水素と酸素を発生させる場合に、電気を通すために水溶液中に少量の水酸化ナトリウムを加える。通常は塩が用いられるため、支持塩という場合もある。
純水や多くの有機溶媒は絶縁性である。溶液に対して電気化学的な作用を期待する場合、例えば電位差滴定やボルタンメトリーなどの電気化学的測定、電気分解など溶液に電極を浸してその両端の電位差を測定する場合、あるいはその両端に電位を印加する際には、溶液系が回路中に組み込まれるため、溶液のインピーダンスが高くなると、その電極間の電位差を正しく読み取る、あるいは設定することができなくなる。溶液中に電解質を加えることで、電極間のインピーダンスを下げることができる。これを支持電解質と呼ぶ。
支持電解質には、目的化合物と相互作用せず、また電極表面で副反応を起こさない物質が選ばれる。通常は目的化合物に対し過剰量加えるため、用いる溶媒中に十分な溶解度を持つこと、およびその濃度で十分に解離することも必要である。水溶液中では、アルカリ金属のハロゲン化物や硝酸塩など、有機溶媒中ではテトラアルキルアンモニウムの過塩素酸塩やテトラフルオロホウ酸など強酸との塩などが用いられる。なお、支持電解質の移動によって電流が流れるわけではない。
似たような操作として、溶液中のイオン強度を一定に保つために電解質を加える場合がある。目的は異なるが、本質は変わらないため、混同して扱われる場合も多い。